# Eila Halonen (1921–1979)
 Eila Ellen Kyllikki Halonen, född Kauhanen 16 juni 1921 i Kuopio, död 27 mars 1979, var en finländsk skådespelerska. Hon var gift med sångaren Sakari Halonen från 1945.
Halonen var dotter till järnvägsarbetaren Lauri Johannes Kauhanen och skådespelerskan Aira Kauhanen.